# クリント・カペラ
クリント・ンドゥンバ・カペラ（Clint N'Dumba Capela, 1994年5月18日 - ）は、スイスのジュネーヴ出身のプロバスケットボール選手。NBAのヒューストン・ロケッツに所属している。ポジションはセンター。

## 経歴

### 生い立ち
カペラの両親は父がアンゴラ、母がコンゴ共和国の出身で、本人はスイスのジュネーブで生まれた。生まれて数カ月で両親は離婚、母親の元で兄弟と共に育てられた。幼少の頃はサッカーをしていたが、13歳の頃には身長が190cmにまでなっており、兄の薦めで15歳の時にバスケットボールを始めた。その後ヨーロッパジュニア選手権でスイス代表に招集、フランス、シャロン＝シュル＝ソーヌの国立スポーツ体育研究所（INSEP）に入所した。

### エラン・シャロン
2012年にリーグ・ナショナル・バスケットボールのエラン・シャロンのシニアチームに入団した。
2014年4月12日に行われたナイキ・フープサミットでチームワールドの一員に選ばれた。その後2014年のNBAドラフトへのエントリーを表明した。2014年5月、2013-14シーズンのベスト・ヤング・プレーヤー賞とモスト・インプルーブド・プレーヤー賞を受賞した。

### NBA

#### ヒューストン・ロケッツ
2014年6月26日に行われた2014年のNBAドラフトにて1巡目全体25位でヒューストン・ロケッツから指名され、7月25日にロケッツとの契約に合意した。2015年3月30日のトロント・ラプターズ戦でNBA初得点となる8得点を含む9リバウンドを記録したが、チームは99-96で敗れた。4月13日のシャーロット・ホーネッツ戦でシーズンハイとなる10得点を含む5リバウンド、1ブロックを記録し、チームは100-90で勝利した。ルーキーシーズン中は複数回Dリーグに送られリオグランデバレー・バイパーズでプレーしたが、プレーオフではドナタス・モティエユーナスが負傷したことにより出場機会が増え、レギュラーシーズンよりも出場試合を増やした。
2015-16シーズンは77試合（先発35試合）に平均19.1分の出場で、7.0得点、6.4リバウンド、0.6アシスト、0.8スティール、1.2ブロックなどを記録した。
2016-17シーズンは65試合（先発59試合）に平均23.9分の出場で、12.6得点、8.1リバウンド、1.0アシスト、0.5スティール、1.2ブロックなどを記録した。
2017年8月5日に南アフリカ共和国で開催されたen:NBA Africa Game 2017にアフリカ出身チームとして出場した。
2017-18シーズン、2018年2月9日のデンバー・ナゲッツ戦で23得点、25リバウンドを記録し、自身初となる20-20のダブル・ダブルを達成したことにより、1985年2月14日に30得点、25リバウンドを記録したアキーム・オラジュワンに次ぐ若さで23得点・25リバウンド以上を記録したロケッツの選手となった。74試合に平均27.5分の出場で、13.9得点、10.8リバウンド、0.9アシスト、0.8スティール、1.9ブロックなどを記録した。2018年のプレーオフ1回戦、対ミネソタ・ティンバーウルブズの第5戦で26得点、15リバウンドを記録、試合は122-104で勝利しロケッツが4勝1敗で1回戦を突破した。ロケッツではエースのジェームズ・ハーデンがいたこともあり、プレーオフでも多くの試合を経験した。
2018-19シーズン、2019年1月7日のデンバー・ナゲッツ戦で自身初の30得点以上となる31得点を記録した。このシーズンは67試合に平均33.6分の出場で、16.6得点、12.7リバウンド、1.4アシスト、0.7スティール、1.5ブロックなどを記録した。
2019-20シーズン、2019年11月20日のデンバー・ナゲッツ戦で史上4人目（7度目）となる5試合連続20リバウンドを達成した。次の試合では19リバウンドで連続記録は途切れたが、その次の出場2試合では23リバウンド、21リバウンドだった。右足の踵の故障により万全ではない状態で出場していたが、1月29日の試合が最後の出場となった。このシーズンは39試合に平均32.8分の出場で、13.9得点、13.8リバウンド、1.2アシスト、0.8スティール、1.8ブロックなどを記録した。

#### アトランタ・ホークス
2020年2月5日に4チームが絡む大型トレードでネネイと共にアトランタ・ホークスへ移籍した。移籍後はシーズン終了までに復帰することはなかった。
2020-21シーズンに復帰。2021年1月22日のミネソタ・ティンバーウルブズ戦でキャリアハイとなる10ブロックを含む13得点、19リバウンドを記録し、自身初のトリプル・ダブルを達成した。なお、ブロックを含むトリプル・ダブルは、アンソニー・デイビス以来3シーズンぶりであった。このシーズンはキャリアハイとなる平均14.3リバウンドを記録し、自身初となるリバウンド王に輝いた。オフシーズンにホークスとの2年総額4600万ドルの延長契約に合意した。
2021-22シーズン、12月31日のクリーブランド・キャバリアーズ戦でシーズンハイとなる23リバウンド、4ブロックを含む18得点、2アシスト、1スティールを記録し、チームは121-118で辛勝した。
2022-23シーズン、2023年4月11日のマイアミ・ヒートとのプレーインで4得点、21リバウンド、2ブロックを記録し、チームは116-105で勝利した。

## プレースタイル
- フリースロー成功率は約54%。
- スリーポイントシュートが苦手で、試投することさえもほとんどない。

オフェンス面では主にピック&ロールなどでハンドラーからリム付近でパスをもらって得点を重ねる、いわゆるフィニッシャーとして躍動。ルーキーイヤーからいたヒューストンではジェームズ・ハーデンや、クリス・ポールとプレーしていたこともあり、ハンドラーとの相性は良い。一方でジャンプシュートやフリースローは苦手とするなど、オールドタイプのセンターとなっている。ただディフェンス面では長いウイングスパンを活かしたリムプロテクトやリバウンドに長けており、機敏さもあるためスイッチディフェンスにもある程度対応できるなど、シュートは打てないながらも現代のディフェンスおいては必要な能力を十二分に備えている。

## 個人成績

### NBA

#### レギュラーシーズン
| シーズン | チーム | GP  | GS  | MPG  | FG%   | 3P%  | FT%  | RPG   | APG | SPG | BPG | PPG  |
| -------- | ------ | --- | --- | ---- | ----- | ---- | ---- | ----- | --- | --- | --- | ---- |
| 2014–15  | HOU    | 12  | 0   | 7.5  | .483  | ---  | .174 | 3.0   | .2  | .1  | .8  | 2.7  |
| 2015–16  | HOU    | 77  | 35  | 19.1 | .582  | .000 | .379 | 6.4   | .6  | .8  | 1.2 | 7.0  |
| 2016–17  | HOU    | 65  | 59  | 23.9 | .643  | ---  | .531 | 8.1   | 1.0 | .5  | 1.2 | 12.6 |
| 2017–18  | HOU    | 74  | 74  | 27.5 | .652* | .000 | .560 | 10.8  | .9  | .8  | 1.9 | 13.9 |
| 2018–19  | HOU    | 67  | 67  | 33.6 | .648  | ---  | .636 | 12.7  | 1.4 | .7  | 1.5 | 16.6 |
| 2019–20  | HOU    | 39  | 39  | 32.8 | .629  | ---  | .529 | 13.8  | 1.2 | .8  | 1.8 | 13.9 |
| 2020–21  | ATL    | 63  | 63  | 30.1 | .594  | ---  | .573 | 14.3* | .8  | .7  | 2.0 | 15.2 |
| 2021–22  | ATL    | 74  | 73  | 27.6 | .613  | .000 | .473 | 11.9  | 1.2 | .7  | 1.3 | 11.1 |
| 2022–23  | ATL    | 65  | 63  | 26.6 | .653  | .000 | .603 | 11.0  | .9  | .7  | 1.2 | 12.0 |
| 2023–24  | ATL    | 73  | 73  | 25.8 | .571  | .000 | .631 | 10.6  | 1.2 | .6  | 1.5 | 11.5 |
| 2024–25  | ATL    | 55  | 41  | 21.4 | .559  | .000 | .536 | 8.5   | 1.1 | .6  | 1.0 | 8.9  |
| 通算     | 通算   | 664 | 587 | 26.2 | .617  | .000 | .544 | 10.5  | 1.0 | .7  | 1.4 | 12.0 |

#### プレーオフ
| シーズン | チーム | GP | GS | MPG  | FG%  | 3P%  | FT%  | RPG  | APG | SPG | BPG | PPG  |
| -------- | ------ | -- | -- | ---- | ---- | ---- | ---- | ---- | --- | --- | --- | ---- |
| 2015     | HOU    | 17 | 0  | 7.5  | .677 | ---  | .517 | 2.5  | .3  | .2  | .5  | 3.4  |
| 2016     | HOU    | 5  | 0  | 8.6  | .333 | ---  | .400 | 4.0  | .4  | .6  | .4  | 1.6  |
| 2017     | HOU    | 11 | 11 | 26.0 | .561 | .000 | .615 | 8.7  | 1.1 | .7  | 2.5 | 10.5 |
| 2018     | HOU    | 17 | 17 | 30.6 | .660 | ---  | .473 | 11.6 | 1.3 | .8  | 2.1 | 12.7 |
| 2019     | HOU    | 11 | 11 | 30.1 | .561 | ---  | .429 | 10.3 | 1.5 | .3  | 1.1 | 9.7  |
| 2021     | ATL    | 18 | 18 | 31.6 | .603 | ---  | .436 | 11.2 | .9  | .7  | 1.1 | 10.1 |
| 2022     | ATL    | 2  | 2  | 20.0 | .333 | ---  | ---  | 7.5  | .0  | .5  | .5  | 2.0  |
| 2023     | ATL    | 6  | 6  | 25.2 | .605 | ---  | .667 | 8.3  | .5  | 1.0 | .5  | 8.3  |
| 通算     | 通算   | 87 | 65 | 23.8 | .602 | .000 | .495 | 8.4  | .9  | .6  | 1.3 | 8.5  |

### ユーロリーグ
| シーズン | チーム           | GP | GS | MPG | FG%  | 3P% | FT%   | RPG | APG | SPG | BPG | PPG | PIR |
| -------- | ---------------- | -- | -- | --- | ---- | --- | ----- | --- | --- | --- | --- | --- | --- |
| 2012–13  | エラン・シャロン | 7  | 0  | 8.0 | .636 | --- | 1.000 | 3.0 | .3  | .4  | .7  | 2.3 | 4.9 |
| 通算     | 通算             | 7  | 0  | 8.0 | .636 | --- | 1.000 | 3.0 | .3  | .4  | .7  | 2.3 | 4.9 |

## 記録
- en:List of National Basketball Association annual field goal percentage leaders：1回（2017-18）
- 1試合20得点・20リバウンド：9回[25]
- 連続試合20リバウンド：5試合（2019年11月20日、史上4人目・7度目）[17]
- 通算トリプルダブル：1回[21]